# Carl Koechlin-Vischer

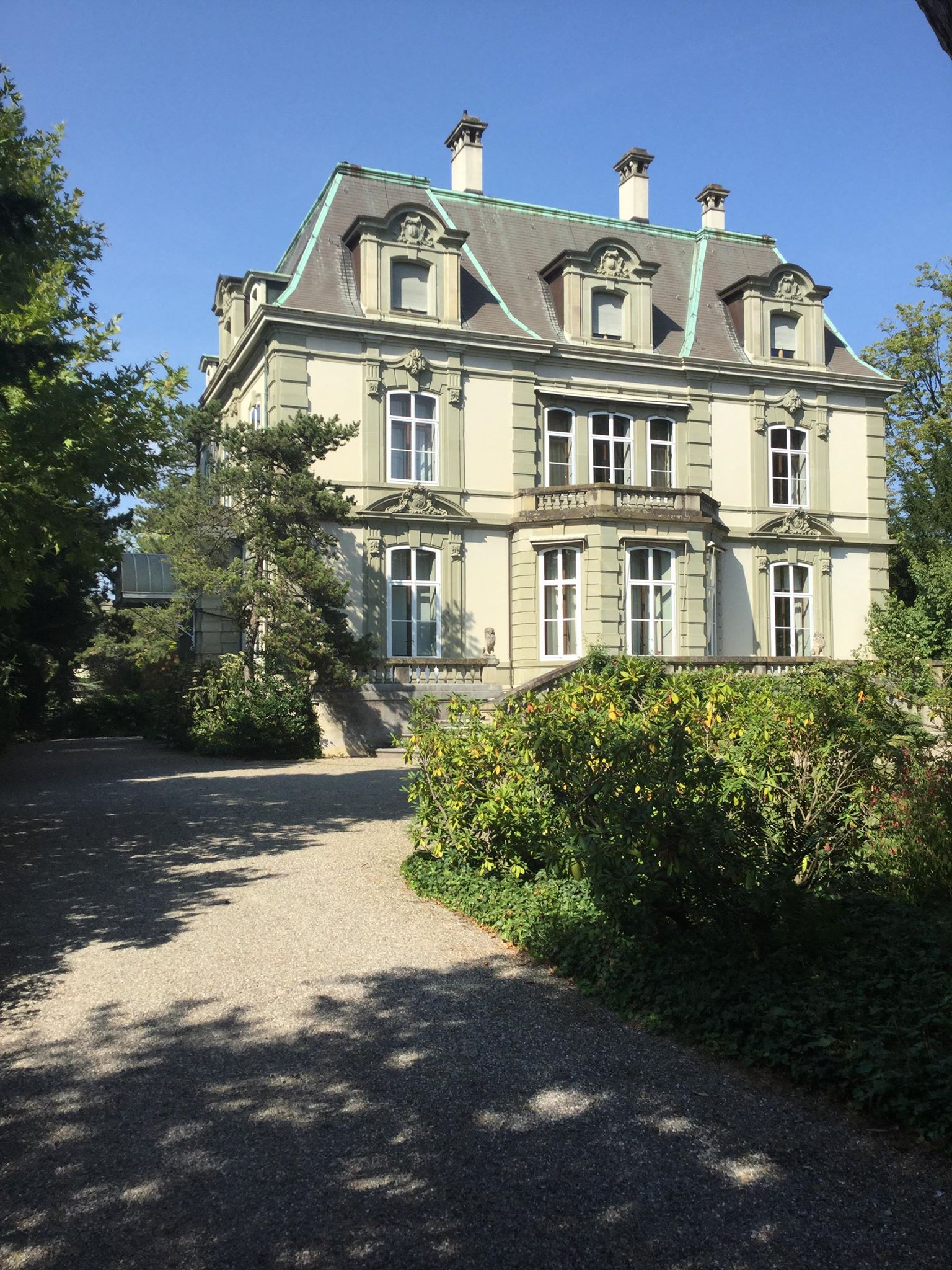
Gellertstrasse 27. Basel. Ab 1922 Wohnort von Carl Koechlin-Vischer

Carl Koechlin-Vischer (* 4. November 1889 in Basel; † 10. Juni 1969 in Riehen) war ein Schweizer Unternehmer im Bereich der Pharmaindustrie.

## Leben und Wirken
Carl Koechlin-Vischer wurde als viertes Kind des Carl Koechlin und der Elisabeth Iselin-Koechlin sowie als Enkel des Unternehmers Alphons Koechlin in Basel geboren. Damit entstammte er dem elsässischen Ast der weitverzweigten Familie Koechlin. Seine Brüder waren Hartmann Koechlin und der spätere Theologe Alphons Koechlin. Einer seiner Cousins vierten Grades war der Journalist, Kunsthistoriker und Kunstsammler Raymond Koechlin.  
Carl Koechlin-Vischers Mutter starb 33-jährig, als er erst dreieinhalb Jahre alt war. Am Basler Humanistischen Gymnasium, an dem er seine Schulzeit mit der Maturität abschloss, trat er 1906 der Schülerverbindung Paedagogia Basiliensis bei, der er zeitlebens verbunden blieb.

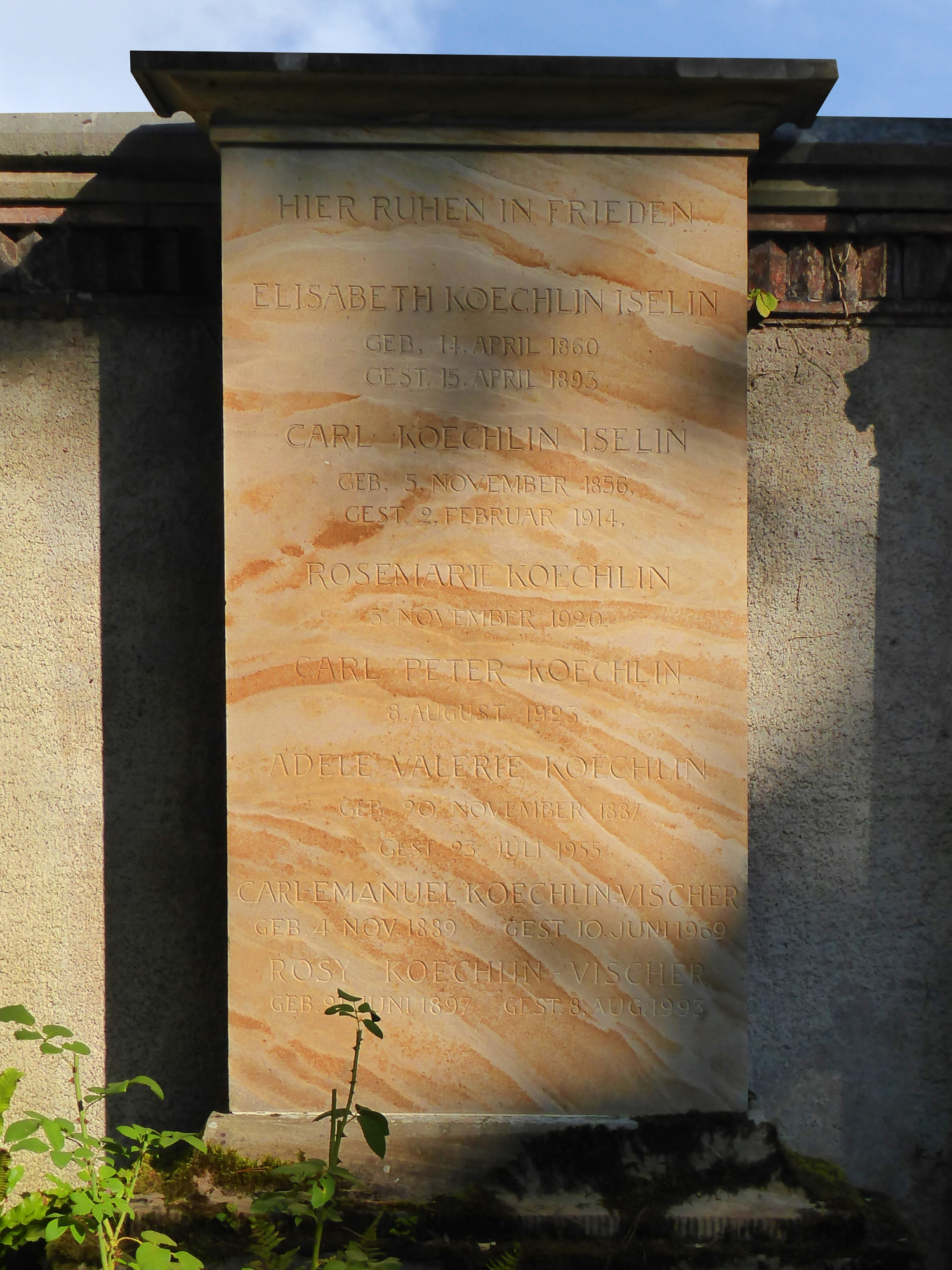
Familien-Grab auf dem Wolfgottesacker in Basel.

Nach kurzem Aufenthalt an der École de Commerce in Neuchâtel trat er am 1. August 1908 als Lehrling in die Firma J. R. Geigy AG ein, in der sein Vater in leitender Stelle tätig war. Seine Lehrjahre ergänzte er durch Auslandsaufenthalte in Berlin, wo er die Handelshochschule besuchte, in England, in Paris bei einer Firma der chemischen Industrie und in New York bei einer Tochtergesellschaft der J. R. Geigy AG.
Nach dem Tod des Vaters 1914 trat Carl Koechlin-Vischer endgültig in die J. R. Geigy AG ein:
- 1914 als stellvertretender Direktor
- 1918 als Direktor
- 1919 als Verwaltungsrat
- ab 1939 als Delegierter des Verwaltungsrats
- 1949 bis 1967 als Verwaltungsratspräsident
- 1968 bis 1969 als Ehrenpräsident des Verwaltungsrats

Von 1925 bis 1927 war er Vizepräsident, von 1927 bis 1951 Präsident der Handelskammer Basel-Stadt. 1931 wurde er Mitglied, 1939 Vizepräsident und 1951 Präsident (bis 1964) des «Vororts» des Schweizerischen Handels- und Industrievereins (SHIV). Ab 1932 war er Mitglied des Bankrats der Schweizerischen Nationalbank (SNB), von 1938 bis 1946 Präsident der Schweizerischen Gesellschaft für Chemische Industrie (SGCI). Während des Zweiten Weltkriegs wirkte er als Chef der Sektion Chemie und Pharmazeutika des Kriegs-Industrie- und Arbeits-Amts in  Bern.
Seinen Wehrdienst leistete er ab 1909 in der Kavallerie in Aarau (Rekrutenschule) und in Bern (Unteroffiziers- und Offiziersschule). Wegen der Folgen eines Militär-Dienstunfalls wurde er im Dezember 1915 im Rang eines Oberleutnants ausgemustert. Als Mitglied der liberal-demokratischen Fraktion gehörte Carl Koechlin-Vischer von 1918 bis 1938 dem Grossen Rat von Basel-Stadt an.
An der Vorbereitung der Schweizerischen «Ostfront-Missionen» (1941 bis 1943) war Carl Koechlin-Vischer als Mitglied des «Komitees für Hilfsaktionen unter dem Patronat des Schweizerischen Roten Kreuzes» aktiv beteiligt.
Carl Koechlin-Vischer fand seine letzte Ruhestätte auf dem Wolfgottesacker in Basel.

## Auszeichnungen
- 1936 Ehrendoktor der Juristischen Fakultät der Universität Basel
- 1958 Ehrendoktor der Philosophisch-Naturwissenschaftlichen Fakultät der Universität Basel
- 1958 Ehrendoktor der Nationalökonomie der Universität Lausanne

## Werke (Auswahl)
- Zusammen mit Robert Haab: Zur wirtschaftlichen Krisis : 2 Vorträge. Helbing & Lichtenhahn, Basel 1934
- Die Schweiz im heutigen Wirtschaftskrieg. Helbing & Lichtenhahn, Basel 1940
- Die Schweiz und die europäische Integration. Deutsche Industrieverlags-Gesellschaft, Köln 1960